# ليتوينيغو
بلدية ليتوينيغو (بالإسبانية: Lituénigo) هي بلدية تقع في مقاطعة سرقسطة التابعة لمنطقة أراغون شمال شرق إسبانيا.

## الديموغرافيا
بلغ عدد سكان بلدية ليتوينيغو 126 نسمة عام 2011 (وفقاً للمعهد الوطني الإسباني للإحصاء).
| 122 | 117 | 113 | 124 | 130 | 117 | 126 |